# السفانية (مدينة المحويت)

تعديل مصدري - تعديل

السفانية هي إحدى قرى عزلة المحويت بمديرية مدينة المحويت التابعة لمحافظة المحويت، بلغ تعداد سكانها 368 نسمة حسب تعداد اليمن لعام 2004.